# Monte Faito
Il monte Faito è una montagna facente parte della catena montuosa dei monti Lattari: alto 1 131 metri, ha accesso da Castellammare di Stabia e Vico Equense ed è inoltre raggiungibile con l'omonima funivia, gestita dall'Ente Autonomo Volturno, dalla stazione di Castellammare di Stabia.

## Storia e descrizione

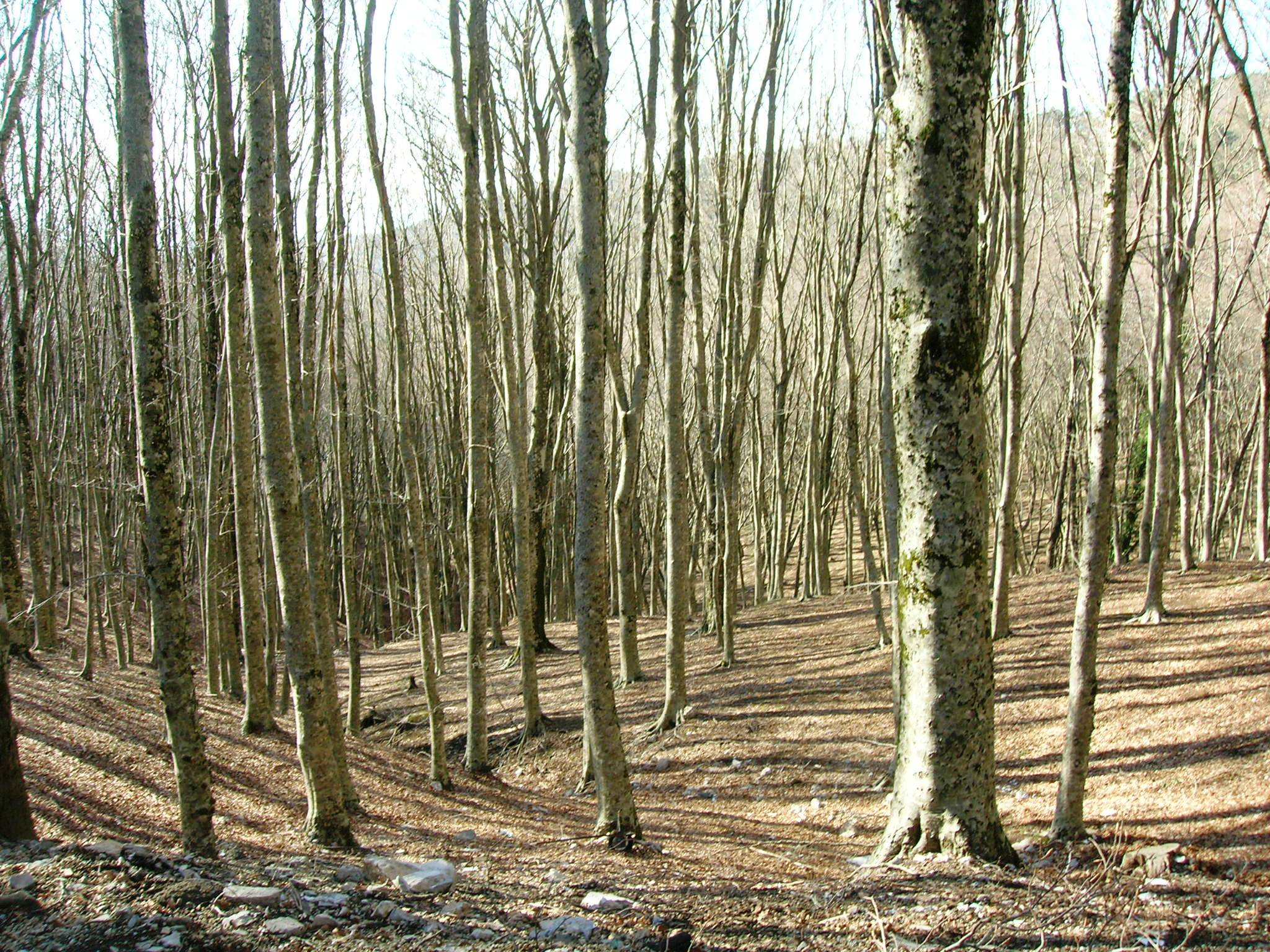
Faggeta

Il monte Faito, formato prevalentemente da rocce di tipo calcareo, deve il suo nome alle faggete che crescono rigogliose sulle sue pendici: addirittura ci sono diversi faggi che hanno oltre quattrocento anni di vita e raggiungono una circonferenza di oltre sei metri. Sono inoltre presenti altri tipi di alberi come lecci e castagni e piante come l'orchidea ad un bulbo, epipogio e la Pteride di Creta, specie non molto frequenti in Italia. Diverse sono anche le sorgenti, tra cui una denominata della Lontra.
Secondo la tradizione, sul monte Faito, si raccolsero in preghiera, in una grotta, i santi Catello e Antonino, a cui apparve l'arcangelo Michele. Nei secoli scorsi, la montagna fu sfruttata per la produzione di legno: fu proprio grazie a questa importante risorsa che nel 1783 il re Ferdinando I delle Due Sicilie poté costruire a Castellammare di Stabia il cantiere navale, il quale si riforniva di legname proveniente proprio dai boschi del Faito, per la costruzione delle navi. Altra importante funzione che aveva la montagna riguardava la produzione di ghiaccio: durante la stagione invernale, infatti, ampi fossati venivano riempiti con strati di neve e foglie, che con il passare del tempo, diveniva ghiaccio da poter utilizzare soprattutto durante la stagione estiva per la conservazione dei cibi. L'importanza del Faito, soprattutto come località turistica, crebbe notevolmente dalla seconda metà del XX secolo, quando furono costruiti numerosi alberghi e villette residenziali, oltre ad un centro sportivo con piscina; nel 1950 venne ultimata la costruzione del nuovo santuario di San Michele arcangelo, mentre nel 1952, il monte fu collegato a Castellammare di Stabia da una funivia, che copre l'intero percorso in otto minuti. Nel 1955, nelle vicinanze del santuario, furono inoltre impiantati dei ripetitori dalla RAI per il servizio televisivo.